# Vickers Vigilant

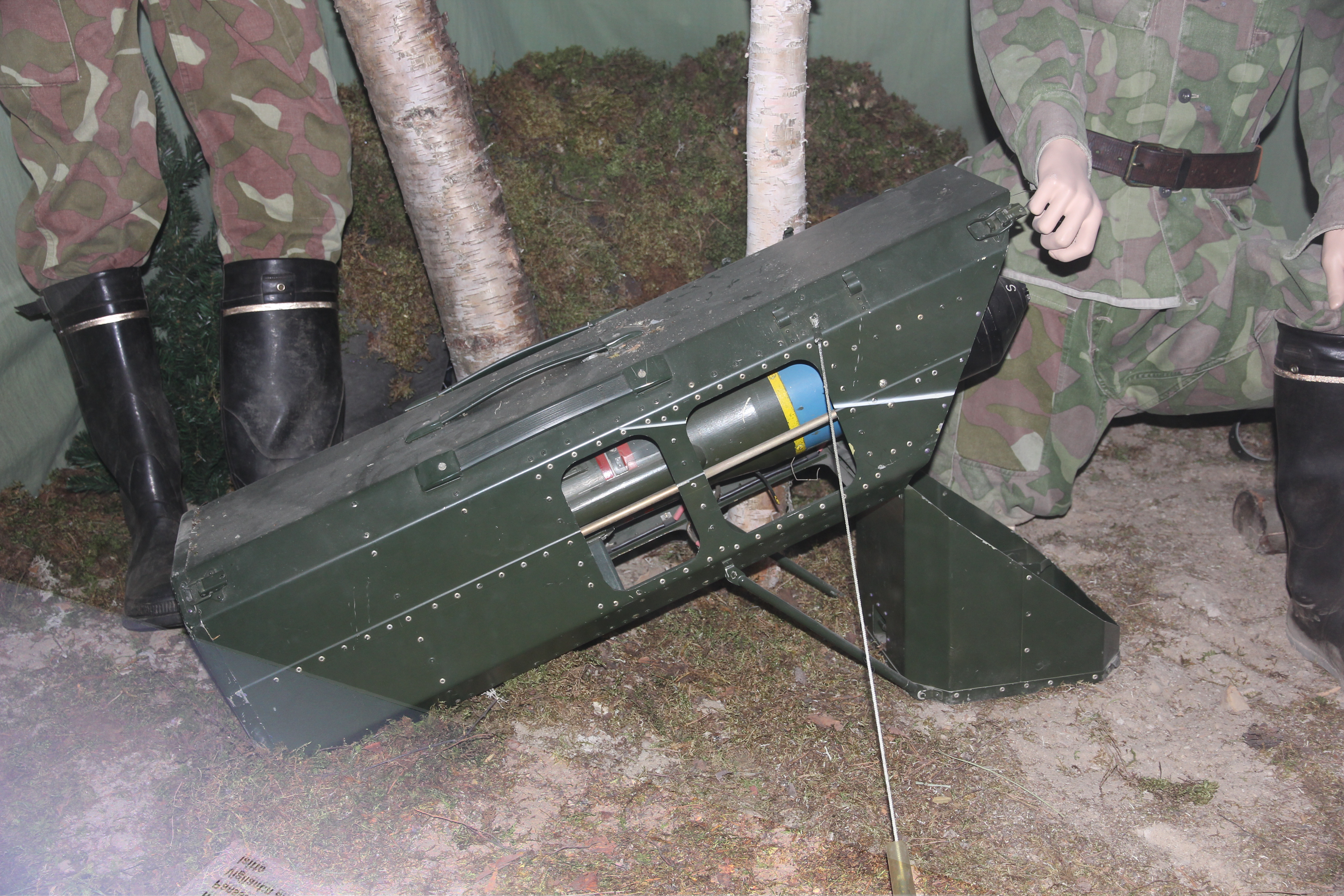
Un Vickers Vigilant finlandais exposé en 2011.

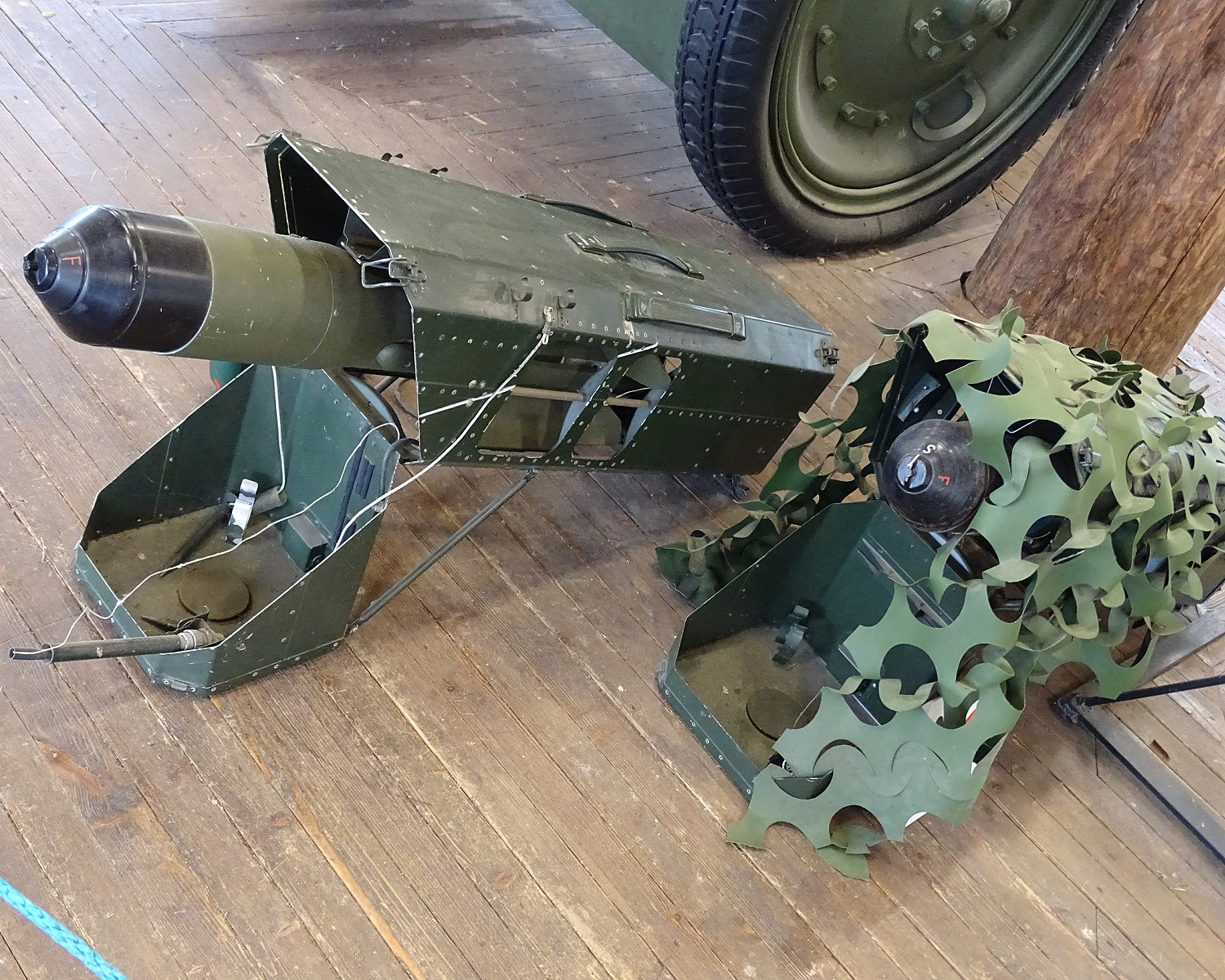
un missile britannique exposé dans un musée.

Le Vickers Vigilant (acronyme pour  Visually Guided Infantry Light ANti Tank) est un missile antichar filoguidé MCLOS conçu par Vickers-Armstrongs.

## Caractéristiques
Le missile fait 14 kg, a une longueur de 1,07 m, un diamètre de 12 cm et une envergure de 27 mm. Sa vitesse est de 155 m/s.
Un viseur optique de grossissement 3,2 aide le tireur à suivre le missile et la cible.
Le poste de contrôle peut être utilisé jusqu'à 60 mètres du conteneur de lancement. Un boîtier de sélection de missile optionnel permet de guider jusqu'à six missiles séquentiellement par un seul opérateur.
Le Vigilant utilise une seule charge militaire à charge creuse avec fusée à impact de 6 kg. La pénétration du blindage est de plus de 550 mm dans des conditions optimales. Il a été jugé capable de pénétrer les chars soviétiques, tels que l'IS-3 et le T-54. L'ogive britannique standard avait une sonde de nez extensible pour une détonation à une distance plus favorable du blindage. Une ogive suisse utilisait un capuchon balistique pour faire pivoter la charge perpendiculairement au blindage lors d'une frappe oblique.
La portée minimale est de de 200 m et celle maximale est de 1 375 mètres, avec un temps de vol de 12,5 secondes.
Des véhicules blindés Daimler Ferret Mk2/6 furent équipés de poste de tirs pour deux missiles.

## Historique

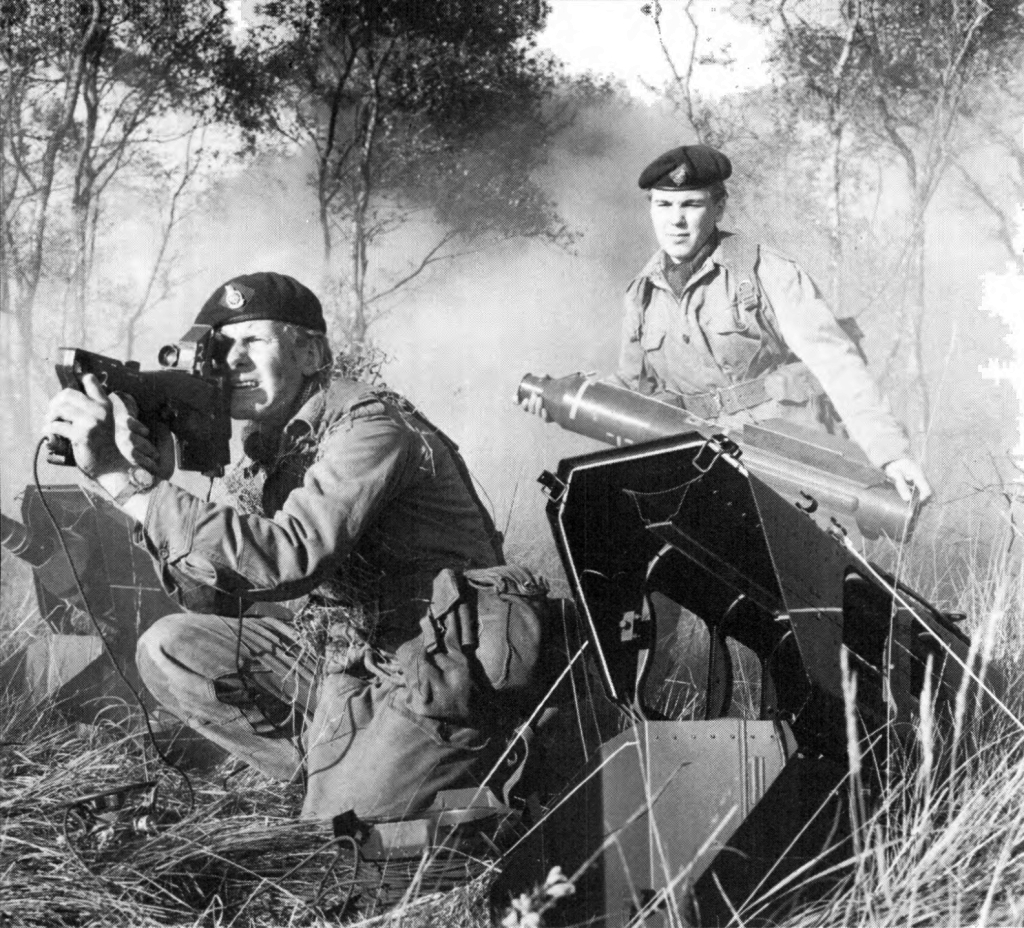
Mise en œuvre d'un viseur et d'un poste de tir par des soldats britanniques.

Il s'agit du premier missile antichar strictement britannique produit en série, le Malkara (missile) (en) entré en service en 1958 étant une production australo-britannique. Son étude sur fonds privés commence à partir de 1956 et son premier tir d'essai à lieu en 1958. Il utilisé par l'armée britannique de 1963 au début des années 1970. Construit à 18 000 exemplaires, il est exporté dans une dizaine pays comme la Finlande et le Koweït. Il fut également construit sous licence aux États-Unis par l'entreprise Clevite pour l'US Marine Corps mais ne semble pas avoir été en dotation organique. Sa courte carrière s'acheva par son remplacement par le missile Swingfire.